# Thomas Nelson
Thomas Nelson é uma grupo editorial. É uma subsidiária da HarperCollins, o braço editorial da News Corp.

## História
Thomas Nelson começou em West Bow, Edimburgo, Escócia, em 1798, fundada por Thomas Nelson. O nome original do fundador era na verdade Neilson, mas, devido a muitos erros cometidos por seus clientes, ele mudou para "Nelson". 
Em 2006, passou a atuar no Brasil através de uma joint venture com a Ediouro, em 2015, essa parceria deu origem a HarperCollins Brasil, desfeita em 2017, quando a HarperCollins passou a atuar sozinha no país.

## Prêmios e listas
O Prêmio Areté de Literatura é promovido pela Associação de Editores Cristãos (Asec) desde 1991, e tem como objetivo incentivar a busca da excelência na publicação de títulos voltados ao leitor de obras cristãs evangélicas no Brasil. “Areté” é uma palavra grega significa “excelência”, “virtude”. O Prêmio Areté de Literatura é o principal prêmio do segmento editorial religioso no Brasil.
Ao longo dos anos em que a Thomas Nelson Brasil concorreu ao prêmio, já recebeu vários troféus, assim como foi considerada a empresa de destaque do prêmio Excelência Cristã de 2012. Em 2013, foram quatro prêmios, inclusive o de "Livro do ano", conquistado com a publicação do best seller Casamento Blindado, de Renato e Cristiane Cardoso.